# Magnaba Folquet
Magnaba Folquet, née le 3 novembre 2003 à Paris, est une footballeuse française évoluant au poste de milieu de terrain au Paris Saint-Germain.

## Biographie

### Jeunesse
Native de région parisienne, Magnaba Folquet commence à jouer au football à l'âge de 10 ans au Émerainville FC. Plus tard, Folquet rejoint l'US Torcy, reconnu pour sa formation de jeunes talents dans le football masculin, dont notamment Paul Pogba. À 15 ans, elle rejoint le centre de formation du Paris Saint-Germain.

### Carrière en club
Folquet fait sa première apparition dans le groupe de l'équipe première parisienne, dirigée par Olivier Echouafni, à l'occasion des quarts de finale et demi-finales de Ligue des champions au printemps 2021, mais elle ne rentre pas en jeu. Lors de la préparation de la saison 2021-2022, elle intègre le groupe de l'équipe première avec le nouvel entraîneur Didier Ollé-Nicolle.
Le 21 novembre 2021, elle fait ses débuts chez les professionnelles du PSG en entrant en jeu lors de la victoire 7-0 contre Reims. Deux semaines plus tard, elle est titularisée pour la première fois et fait ses débuts en Ligue des champions contre Zhytlobud Kharkiv. En avril 2022, elle signe son premier contrat professionnel avec le PSG, d'une durée de deux ans. Le 23 novembre 2022, elle marque son premier but professionnel contre Vllaznia en Ligue des champions.
En janvier 2023, elle est prêtée au FC Fleury 91 après n'avoir fait que six apparitions sous les ordres du nouvel entraîneur Gérard Prêcheur lors de la première moitié de la saison 2022-2023.

### Carrière internationale
Magnaba Folquet est internationale française chez les jeunes dans presque toutes les catégories. Elle est sélectionnée pour la première fois en équipe U17 contre le Japon le 5 décembre 2019. Elle a intégré l'équipe U19 pour une seule apparition contre l'Islande en septembre 2021 avant de faire ses débuts en U20 contre la Suède en avril 2022.
En juin 2022, elle fait partie de l'équipe U20 qui représente la France à la Sud Ladies Cup, où l'équipe termine deuxième. En août 2022, elle marque ses premiers buts en sélection de jeunes avec un doublé contre le Canada lors de la Coupe du monde féminine U20 au Costa Rica. Elle marque également en quarts de finale du tournoi contre le Japon, mais la France est éliminée aux tirs aux but par les Japonaises. Elle termine troisième meilleure buteuse du tournoi.
En avril 2023, elle est appelée en sélection U23 et dispute un match amical face aux Pays-Bas.

## Palmarès
Paris Saint-Germain
- Championnat de France
  - Vice-championne en 2022 et 2023.

## Statistiques
| Saison                | Club                  | Championnat           | Championnat | Championnat | Coupe(s) nationale(s) | Coupe(s) nationale(s) | Compétition(s) continentale(s) | Compétition(s) continentale(s) | Compétition(s) continentale(s) | Total | Total |
| Saison                | Club                  | Division              | M.          | B.          | M.                    | B.                    | Comp.                          | M.                             | B.                             | M.    | B.    |
| 2021-2022             | Paris Saint-Germain   | Division 1            | 3           | 0           | 0                     | 0                     | WCL                            | 4                              | 0                              | 7     | 0     |
| 2022-2023             | Paris Saint-Germain   | Division 1            | 3           | 0           | 0                     | 0                     | WCL                            | 3                              | 2                              | 6     | 2     |
| 2023-2024             | Paris Saint-Germain   | Division 1            | 5           | 0           | 2                     | 1                     | WCL                            | 1                              | 0                              | 8     | 1     |
| Sous-total            | Sous-total            | Sous-total            | 11          | 0           | 2                     | 1                     | -                              | 8                              | 2                              | 21    | 3     |
| 2022-2023             | FC Fleury 91 (prêt)   | Division 1            | 5           | 0           | 2                     | 0                     | -                              | -                              | -                              | 7     | 0     |
| Sous-total            | Sous-total            | Sous-total            | 5           | 0           | 2                     | 0                     | -                              | -                              | -                              | 7     | 0     |
| Total sur la carrière | Total sur la carrière | Total sur la carrière | 16          | 0           | 4                     | 1                     | -                              | 8                              | 2                              | 28    | 3     |